# 聖喬治教堂 (丁克爾斯比爾)

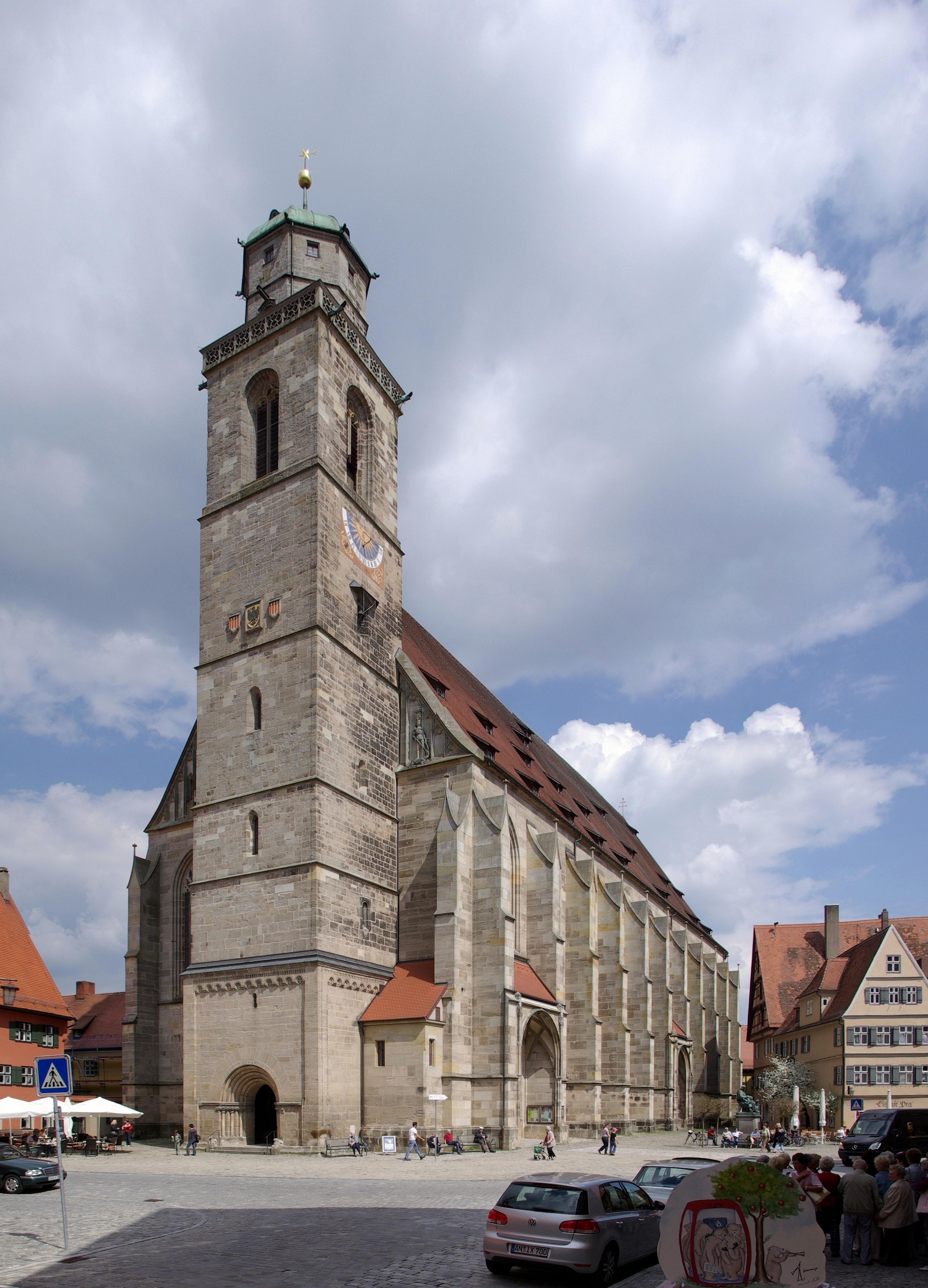
聖喬治教堂

49°4′10″N 10°19′11.2″E / 49.06944°N 10.319778°E
聖喬治教堂（德語：St.-Georgs-Kirche）是位於德國城市丁克爾斯比爾的一座羅馬天主教的教堂。聖喬治教堂是一座後期哥特式建築，修建於1448年至1499年。

## 外部連結
- Katholische Münsterpfarrei St. Georg Dinkelsbühl （页面存档备份，存于）